# Felix Heinemann
Felix Heinemann (10 de diciembre de 1996) es un deportista alemán que compitió en remo como timonel. Ganó una medalla de oro en el Campeonato Mundial de Remo de 2015, en la prueba de ocho con timonel ligero.

## Palmarés internacional
| Campeonato Mundial | Campeonato Mundial     | Campeonato Mundial | Campeonato Mundial      |
| Año                | Lugar                  | Medalla            | Prueba                  |
| ------------------ | ---------------------- | ------------------ | ----------------------- |
| 2015               | Aiguebelette (Francia) | Medalla de oro     | Ocho con timonel ligero |